# Lista monumentelor istorice din județul Buzău - G

Simbol pentru monumentele istorice

Lista monumentelor istorice din județul Buzău - G cuprinde monumentele istorice înscrise în Patrimoniul cultural național al României și aflate în localități ce încep cu litera G din județul Buzău.
Lista completă este menținută și actualizată periodic de către Ministerul Culturii, Cultelor și Patrimoniului Național din România, prin intermediul Institutului Național al Patrimoniului, ultima versiune datând din 2015. Această listă cuprinde și actualizările ulterioare, realizate prin ordin al ministrului culturii.
| Cod LMI                                      | Denumire                                                  | Localitate                                      | Localizare | Datare, Creatori                                                               | Imagine               | Erori             |
| -------------------------------------------- | --------------------------------------------------------- | ----------------------------------------------- | --- | ------------------------------------------------------------------------------ | --------------------- | ----------------- |
| BZ-I-s-B-02231 (RAN: 46812.01)               | Situl arheologic de la Gherăseni, punct „Movila Cremenea” | sat Gherăseni; comuna Gherăseni                 | „Movila Cremenea” și în jurul ei, în colțul de N al localității Cremenea, pe malul drept al pârâului Călmățui |                                                                                | Încarcă foto \| video | Raportează eroare |
| BZ-I-m-B-02231.01 (RAN: 46812.02.04)         | Necropolă                                                 | sat Gherăseni; comuna Gherăseni                 | „Movila Cremenea” și în jurul ei, în colțul de N al localității Cremenea, pe malul drept al pârâului Călmățui | sec. XV - XVII                                                                 | Încarcă foto \| video | Raportează eroare |
| BZ-I-m-B-02231.02 (RAN: 46812.02.05)         | Necropolă                                                 | sat Gherăseni; comuna Gherăseni                 | „Movila Cremenea” și în jurul ei, în colțul de N al localității Cremenea, pe malul drept al pârâului Călmățui | sec. II - IV p. Chr.                                                           | Încarcă foto \| video | Raportează eroare |
| BZ-I-m-B-02231.03 (RAN: 46812.02.02)         | Așezare tip tell                                          | sat Gherăseni; comuna Gherăseni                 | „Movila Cremenea” și în jurul ei, în colțul de N al localității Cremenea, pe malul drept al pârâului Călmățui | mil. IV, Eneolitic, Cultura Gumelnița                                          | Încarcă foto \| video | Raportează eroare |
| BZ-I-s-B-02232 (RAN: 46812.01)               | Situl arheologic de la Gherăseni, punct „Lacul Frâncului” | sat Gherăseni; comuna Gherăseni                 | „Lacul Frâncului”, la NNE de sat, între fostul pârâu Săngărău și drumul Cremenea - Budișteni și S de Călmățui |                                                                                | Încarcă foto \| video | Raportează eroare |
| BZ-I-m-B-02232.01 (RAN: 46812.01.06)         | Necropolă                                                 | sat Gherăseni; comuna Gherăseni                 | „Lacul Frâncului”, la NNE de sat, între fostul pârâu Săngărău și drumul Cremenea-Budișteni și S de Călmățui   | sec. XV - XVII, Epoca medievală                                                | Încarcă foto \| video | Raportează eroare |
| BZ-I-m-B-02232.02 (RAN: 46812.02.07)         | Necropolă                                                 | sat Gherăseni; comuna Gherăseni                 | „Lacul Frâncului”, la NNE de sat, între fostul pârâu Săngărău și drumul Cremenea-Budișteni și S de Călmățui   | sec. V p. Chr., Epoca migrațiilor                                              | Încarcă foto \| video | Raportează eroare |
| BZ-I-m-B-02232.03 (RAN: 46812.01.08)         | Necropolă                                                 | sat Gherăseni; comuna Gherăseni                 | „Lacul Frâncului”, la NNE de sat, între fostul pârâu Săngărău și drumul Cremenea-Budișteni și S de Călmățui   | sec. II - IV p. Chr., Cultura Sântana de Mureș - Cerneahov                     | Încarcă foto \| video | Raportează eroare |
| BZ-I-m-B-02232.04 (RAN: 46812.01.09)         | Necropolă                                                 | sat Gherăseni; comuna Gherăseni                 | „Lacul Frâncului”, la NNE de sat, între fostul pârâu Săngărău și drumul Cremenea-Budișteni și S de Călmățui   | sec. XII - V a. Chr., Hallstatt                                                | Încarcă foto \| video | Raportează eroare |
| BZ-I-m-B-02232.05 (RAN: 46812.01.04)         | Necropolă                                                 | sat Gherăseni; comuna Gherăseni                 | „Lacul Frâncului”, la NNE de sat, între fostul pârâu Săngărău și drumul Cremenea-Budișteni și S de Călmățui   | mil. V, Eneolitic                                                              | Încarcă foto \| video | Raportează eroare |
| BZ-I-s-B-02233                               | Situl arheologic de la Gherăseni                          | sat Gherăseni; comuna Gherăseni                 | În colțul de N al fostului sat Cremenea                                                                       |                                                                                | Încarcă foto \| video | Raportează eroare |
| BZ-I-m-B-02233.01 (RAN: 46812.03.03)         | Necropolă                                                 | sat Gherăseni; comuna Gherăseni                 | În colțul de N al fostului sat Cremenea                                                                       | sec. XV - XVII, Epoca medievală                                                | Încarcă foto \| video | Raportează eroare |
| BZ-I-m-B-02233.02 (RAN: 46812.03.02)         | Așezare                                                   | sat Gherăseni; comuna Gherăseni                 | În colțul de N al fostului sat Cremenea                                                                       | mil. III - II, Epoca bronzului, Cultura Monteoru                               | Încarcă foto \| video | Raportează eroare |
| BZ-I-m-B-02233.03 (RAN: 46812.03.01)         | Așezare tip tell                                          | sat Gherăseni; comuna Gherăseni                 | În colțul de N al fostului sat Cremenea                                                                       | mil. IV, Eneolitic, Cultura Gumelnița                                          | Încarcă foto \| video | Raportează eroare |
| BZ-I-s-B-02234 (RAN: 49992.01)               | Așezare                                                   | sat Gura Câlnăului; comuna Vadu Pașii           | Pe terasa înaltă de deasupra cimitirului ortodox, la N de sat                                                 | sec. III - IV p. Chr., Epoca migrațiilor, Cultura Sântana de Mureș - Cerneahov | Încarcă foto \| video | Raportează eroare |
| BZ-II-a-A-02397                              | Fosta mănăstire Găvanele                                  | sat Găvanele; comuna Bozioru                    | 67 | 1803                                                                           | Încarcă foto \| video | Raportează eroare |
| BZ-II-m-A-02397.01                           | Biserica de lemn „Adormirea Maicii Domnului”              | sat Găvanele; comuna Bozioru                    | 67 | 1803                                                                           | Încarcă foto \| video | Raportează eroare |
| BZ-II-m-A-02397.02                           | Clopotniță                                                | sat Găvanele; comuna Bozioru                    | 67 | 1803                                                                           | Încarcă foto \| video | Raportează eroare |
| BZ-II-a-B-02398                              | Ansamblul bisericii „Sf. Nicolae”                         | sat Găvănești; comuna Săgeata                   | 209 | 1844 – 1847                                                                    | Încarcă foto \| video | Raportează eroare |
| BZ-II-m-B-02398.01                           | Biserica „Sf. Nicolae”                                    | sat Găvănești; comuna Săgeata                   | 209 | 1844 - 1847                                                                    | Încarcă foto \| video | Raportează eroare |
| BZ-II-m-B-02398.02                           | Clopotniță                                                | sat Găvănești; comuna Săgeata                   | 209 | 1844 - 1877                                                                    | Încarcă foto \| video | Raportează eroare |
| BZ-II-m-B-02398.03                           | Zid de incintă                                            | sat Găvănești; comuna Săgeata                   | 209 | 1844 – 1847                                                                    | Încarcă foto \| video | Raportează eroare |
| BZ-II-m-B-02399                              | Biserica de lemn „Sf. Gheorghe”                           | sat Gornet; oraș Pătârlagele                    | | sec. XVIII                                                                     | Încarcă foto \| video | Raportează eroare |
| BZ-II-m-B-02400 (RAN: 49670.03)              | Ruine biserică                                            | sat Grăjdana; comuna Tisău                      | cartier Lunceni - sat desființat                                                                              | sec. XVII                                                                      | Încarcă foto \| video | Raportează eroare |
| BZ-II-a-A-02401                              | Fosta mănăstire Grebănu                                   | sat Grebănu; comuna Grebănu                     | | 1843                                                                           | Încarcă foto \| video | Raportează eroare |
| BZ-II-m-A-02401.01                           | Biserica „Sf. Nicolae”                                    | sat Grebănu; comuna Grebănu                     | | 1843                                                                           | Încarcă foto \| video | Raportează eroare |
| BZ-II-m-A-02401.02                           | Turn clopotniță                                           | sat Grebănu; comuna Grebănu                     | | 1843                                                                           | Încarcă foto \| video | Raportează eroare |
| BZ-II-m-A-02401.03                           | Zid de incintă                                            | sat Grebănu; comuna Grebănu                     | | 1843                                                                           | Încarcă foto \| video | Raportează eroare |
| BZ-II-m-B-02402                              | Casa Gheorghe Horhocea                                    | sat Grebănu; comuna Grebănu                     | 129 | sf. sec. XIX                                                                   | Încarcă foto \| video | Raportează eroare |
| BZ-II-m-B-02403                              | Casa Dinu Tinca                                           | sat Grebănu; comuna Grebănu                     | 157 | 1915                                                                           | Încarcă foto \| video | Raportează eroare |
| BZ-II-m-B-02404                              | Casa Ruxandra Grama                                       | sat Grebănu; comuna Grebănu                     | 209 | 1915                                                                           | Încarcă foto \| video | Raportează eroare |
| BZ-II-m-B-02405                              | Casa Matei Ungureanu                                      | sat Grebănu; comuna Grebănu                     | 218 | 1920                                                                           | Încarcă foto \| video | Raportează eroare |
| BZ-II-m-B-02406                              | Casa Stana Coman                                          | sat Gura Bădicului; comuna Mânzălești           | 55 | înc. sec. XX                                                                   | Încarcă foto \| video | Raportează eroare |
| BZ-IV-m-B-02522                              | Cruce de piatră                                           | sat Glodeanu-Siliștea; comuna Glodeanu-Siliștea | Pe DJ 102 H, la ieșirea din satul Glodeanu-Siliștea 44.8259°N 26.8147°E                                       | 1870                                                                           |                       | Raportează eroare |
| BZ-IV-m-B-02525                              | Cruce de piatră                                           | sat Greceanca; comuna Breaza                    | Vis-a-vis de școală                                                                                           | 1676                                                                           | Încarcă foto \| video | Raportează eroare |
| BZ-IV-m-B-02526                              | Crucea Manafului                                          | sat Greceanca; comuna Breaza                    | „Drumul Mare”, la 1 km S de sat, în vii 45.06534°N 26.51672°E                                                 | 1846                                                                           | Alte imagini          | Raportează eroare |
| BZ-IV-m-B-02527                              | Cruce de piatră                                           | sat Greceanca; comuna Breaza                    | 107, în curtea lui R. Silea                                                                                   | sec. XVIII                                                                     | Încarcă foto \| video | Raportează eroare |
| BZ-IV-m-B-02528                              | Cruce de piatră                                           | sat Greceanca; comuna Breaza                    | 307, în curtea lui Dedu Ion                                                                                   | 1706                                                                           | Încarcă foto \| video | Raportează eroare |
| BZ-IV-a-B-21069 (fost BZ-IV-a-B-21096)       | Cimitirul eroilor din Primul Război Mondial               | sat Gura Siriului; comuna Siriu                 | deasupra DN10 Buzău-Brașov 45.50486°N 26.24554°E                                                              | 1936–1938, reamplasat în 1975                                                  |                       | Raportează eroare |
| BZ-IV-m-B-21069.01 (fost BZ-IV-m-B-21096.01) | Monumentul eroilor, Statuia Ostașului                     | sat Gura Siriului; comuna Siriu                 | deasupra DN10 Buzău-Brașov 45.5053°N 26.2456°E                                                                | 1936–1938, reamplasat în 1975 Frederic Storck                                  |                       | Raportează eroare |
| BZ-IV-m-B-21069.02 (fost BZ-IV-m-B-21096.02) | Monumente funerare, 34 de cruci de piatră și osuarul      | sat Gura Siriului; comuna Siriu                 | deasupra DN10 Buzău-Brașov 45.5051°N 26.2457°E                                                                | 1936–1938, reamplasat în 1975                                                  |                       | Raportează eroare |